# Шпачинце
Шпачинце (на словашки: Špačince) е село в окръг Търнава, Търнавски край, Западна Словакия. Населението му е 3378 души.
Разположено е на 158 m надморска височина, на 7 km северно от град Търнава. Площта му е 22,1 km². Кмет на селото е Юлийус Земко.